# Podem Comunitat de Madrid
Podem Comunitat de Madrid és l'organització territorial del partit Podem en aquesta comunitat autònoma espanyola.

## Història
Dins del marc de finalització del procés de constitució interna a nivell territorial de Podemos, en les primàries a la secretaria general celebrades al febrer de 2015 va resultar guanyadora la candidatura de Luis Alegre, que va vèncer amb un marge ajustat a la candidatura de Miguel Urbán (49,88 % enfront de 44,44 % dels vots).
El Grup Parlamentari Podemos Comunitat de Madrid en l'Assemblea de Madrid, derivat dels resultats de la candidatura de Podemos per a les eleccions a l'Assemblea de Madrid de 2015, es va constituir amb 27 diputats per a la desena legislatura de la cambra.
En les primàries de novembre de 2016 a la secretaria general de l'organització es van enfrontar les candidatures de Ramón Espinar i Rita Maestre, sortint triomfant la primera. Al desembre de 2017 es va produir una renovació parcial de sis membres d'un dels òrgans de l'organització, el Consell Ciutadà Autonòmic, interpretada com a fruit d'una acord entre els sectors afins a Pablo Iglesias i Íñigo Errejón en detriment de la presència en l'executiva del sector d'anticapitalistes.
Al maig de 2018 Íñigo Errejón es va imposar en les primàries de Podem Comunitat de Madrid de cara a ser proposat per l'organització com a candidat a la presidència de la Comunitat de Madrid i cap de llista en el marc de les eleccions a l'Assemblea de Madrid de 2019. Van votar per Errejón un 98 % dels votants i van participar 20 489 inscrits. Errejón va vèncer així amb la seva candidatura Sí, Equip Errejón al seu únic rival Emilio García Palacios. També es va votar a la resta de candidats de Podemos Comunitat de Madrid per a la llista electoral; la candidatura va quedar oberta no obstant això a la incorporació en la llista de candidats provinents d'altres organitzacions i pendent d'una «correcció de gènere». No obstant això, el gener de 2019, Errejón va anunciar les seves intencions de concórrer a les eleccions autonòmiques en la llista de Més Madrid, la qual cosa va donar motiu a la dimissió de Ramón Espinar com a secretari general de Podem Comunitat de Madrid i a la creació d'una gestora designada per la direcció del partit a nivell estatal per portar el dia a dia de l'organització, conformada per Julio Rodríguez, Maby Cabrera, María Espinosa, Dina Bousselham, Javier Cañadas, Elena Sevillano, Carolina Alonso, Jesús Santos i Ana Domínguez.